# مايك آدمسون
مايك آدمسون (بالإنجليزية: Mike Adamson)‏ هو لاعب كرة قاعدة أمريكي، ولد في 13 سبتمبر 1947 في سان دييغو في الولايات المتحدة.

## وصلات خارجية
- مايك آدمسون على موقعبيزبول رفرنس.كوم (الدوري الرئيسي) (الإنجليزية)
- مايك آدمسون على موقعبيزبول رفرنس.كوم (الدوري الثانوي) (الإنجليزية)
- مايك آدمسون على موقع مشجعي الرسوم البيانية (الإنجليزية)